# Неос Пантелеймонас
Неос Пантелеймонас (на гръцки: Νέος Παντελεήμονας, катаревуса: Νέος Παντελεήμων, Неос Панталеймон) е село в Егейска Македония, Гърция, дем Дион-Олимп в административна област Централна Македония. 

## География
Селото е разположено след Платамонас по националния път Е75 от Атина за Солун в подножието на планина Олимп. Плажът се намира на няколко километра от селото. Източно над селото е Платамонската крепост.

## История
Селото е регистрирано за пръв път в преброяването от 1971 година. Основано е от жители на Палеос Пантелеймонас като ново туристическо селище.
| Година    | 1913 | 1920 | 1928 | 1940 | 1951 | 1961 | 1971 | 1981 | 1991 | 2001 | 2011 | 2021 |
| --------- | ---- | ---- | ---- | ---- | ---- | ---- | ---- | ---- | ---- | ---- | ---- | ---- |
| Население |      |      |      |      |      |      | 544  | 848  | 870  | 861  | 810  | 789  |

Част от Неос Пантелеймонас е и бежанската махала Просфигикос Статмос Пантелеймона, която след 1940 година е броена към Пантелеймонас, а след 1961 година – към Неос Пантелеймонас.
| Година    | 1913 | 1920 | 1928 | 1940 | 1951 | 1961 | 1971 | 1981 | 1991 | 2001 | 2011 | 2021 |
| --------- | ---- | ---- | ---- | ---- | ---- | ---- | ---- | ---- | ---- | ---- | ---- | ---- |
| Население |      |      | 189  | 138  |      |      |      |      |      |      |      |      |